# Isaiah Stewart
Isaiah Stewart II (* 22. Mai 2001 in Rochester, New York) ist ein US-amerikanischer Basketballspieler, der derzeit bei den Detroit Pistons der National Basketball Association (NBA) unter Vertrag steht. Stewart ist 2,06 Meter groß und läuft meist als Center auf. Er spielte College-Basketball für die Washington Huskies. Stewart wurde im NBA-Draft 2020 von den Portland Trail Blazers an 16. Stelle in der 1. Runde ausgewählt, jedoch direkt zu den Detroit Pistons getauscht.

## Laufbahn
Stewart wurde 2019 als bester High-School-Spieler der Vereinigten Staaten ausgezeichnet, nachdem er in der Saison 2018/19 für die Schulmannschaft der La Lumiere School aus Indiana im Durchschnitt 18,5 Punkte, 12,4 Rebounds und 3,1 Blocks pro Begegnung verbucht hatte. Vor seinem Spieljahr an der Schule in Indiana war Stewart an der McQuad Jesuit High School in Rochester (Bundesstaat New York).
Stewart verbrachte eine Saison an der University of Washington und spielte an der Seite von Jaden McDaniels. In seinen 32 Einsätzen wurde Stewart stets in die Anfangsaufstellung beordert, er führte die Hochschulmannschaft als bester Korbschütze (17 Punkte/Spiel) und Rebounder (8,8 Rebounds/Spiel) an, auch die 66 gegnerischen Würfe, die er im Verlauf der Saison 2020/21 blockte, bedeuteten den Mannschaftshöchstwert. Beim NBA-Draftverfahren im November 2020 holten ihn die Detroit Pistons, die das zunächst den Portland Trail Blazers gehörende Auswahlrecht zuvor durch eine Vereinbarung mit den Houston Rockets erhalten hatten.
Im November 2021 kam es im Spiel zwischen den Detroit Pistons und den Los Angeles Lakers zwischen Stewart und LeBron James zu einer Rangelei, in deren Folge das Spiel unterbrochen wurde und Stewart zum zweiten Mal in seiner Karriere einen Platzverweis erhielt. Stewart hatte nach einem Freiwurf beim Kampf um den Ball mit James eine blutige Wunde im Gesicht erlitten und versuchte anschließend mehrmals, auf James loszugehen.

### Nationalmannschaft
Stewart wurde 2018 mit der US-Nationalmannschaft Weltmeister in der Altersklasse U17.

## Karriere-Statistiken

### NBA

#### Reguläre Saison
| Saison  | Team    | GP  | GS  | MPG  | FG % | 3P % | FT % | RPG | APG | SPG | BPG | PPG  |
| ------- | ------- | --- | --- | ---- | ---- | ---- | ---- | --- | --- | --- | --- | ---- |
| 2020–21 | Detroit | 68  | 14  | 21.4 | .553 | .333 | .696 | 6.7 | 0.9 | 0.6 | 1.3 | 7.9  |
| 2021–22 | Detroit | 71  | 71  | 25.6 | .510 | .326 | .718 | 8.7 | 1.2 | 0.3 | 1.1 | 8.3  |
| 2022–23 | Detroit | 50  | 47  | 28.3 | .442 | .327 | .738 | 8.1 | 1.4 | 0.4 | 0.7 | 11.3 |
| 2023–24 | Detroit | 46  | 45  | 30.9 | .487 | .383 | .753 | 6.6 | 1.6 | 0.4 | 0.8 | 10.9 |
| Gesamt  | Gesamt  | 235 | 177 | 26.0 | .498 | .348 | .727 | 7.6 | 1.2 | 0.4 | 1.0 | 9.3  |